# Orio al Serio
Orio al Serio är en ort och kommun i den italienska provinsen Bergamo i regionen Lombardiet. Kommunen hade 1 746 invånare (2018) och gränsar till Azzano San Paolo, Bergamo, Grassobbio, Seriate och Zanica.
Bergamo-Orio al Serios internationella flygplats ligger i kommunen.